# Cinéma Splendid de Langoiran
Pour les articles homonymes, voir Splendid (homonymie).
Le cinéma Splendid est une salle de spectacle située à Langoiran, dans le département de la Gironde, en France.

## Localisation
L'immeuble est situé dans le centre-ville, au no 6 de l'avenue Michel Picon, route départementale D239, à une cinquantaine de mètres de la route départementale D10.

## Historique
Le cinéma, construit par l'architecte bordelais André Lamire dans un style proche de celui de Le Corbusier avec quelque influence de l'Art déco pour sa colonnade extérieure, a été inauguré en 1945 et désaffecté en 1974 ; il est inscrit en totalité au titre des monuments historiques par arrêté du 8 octobre 2002.
Aujourd'hui, propriété de la commune, les bâtiments sont loués à une entreprise de production et de diffusion de spectacles audio-visuels qui assure la rénovation des locaux, et, en attendant la mise en conformité de la salle de cinéma proprement dite, des spectacles musicaux ou de théâtre sont présentés, environ une fois par semaine, dans ce qui fut le hall d'accueil du cinéma.

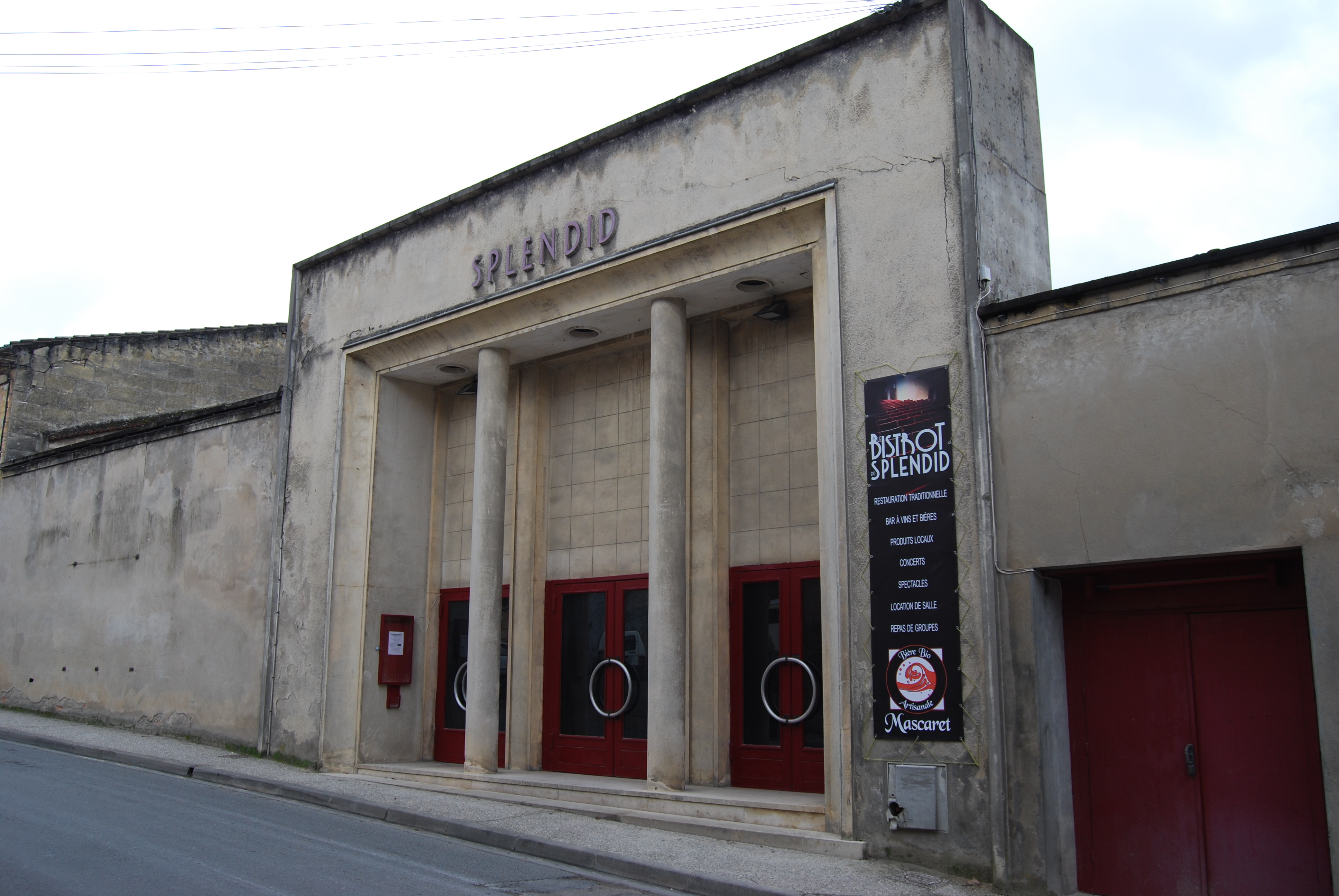
Vue du nord de la rue (nov. 2012)